# لالمنیرهات-۳
لالمنیرهات-۳ (به لاتین: Lalmonirhat-3) یک منطقهٔ مسکونی در بنگلادش است که در ناحیه لال‌منیرهات واقع شده‌است.